# Marquenterre
Der Marquenterre ist eine kleine französische Naturlandschaft, die das Gebiet der Ärmelkanalküste in den Arrondissements Montreuil (Département Pas-de-Calais) und Abbeville (Département Somme) und damit die küstennahen Teile der Landschaft Ponthieu umfasst.

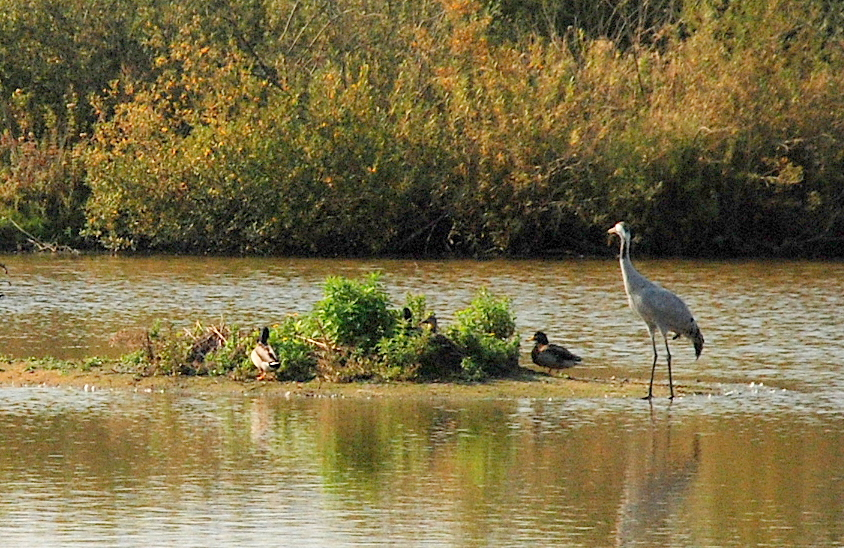
Vögel im Parc du Marquentierre

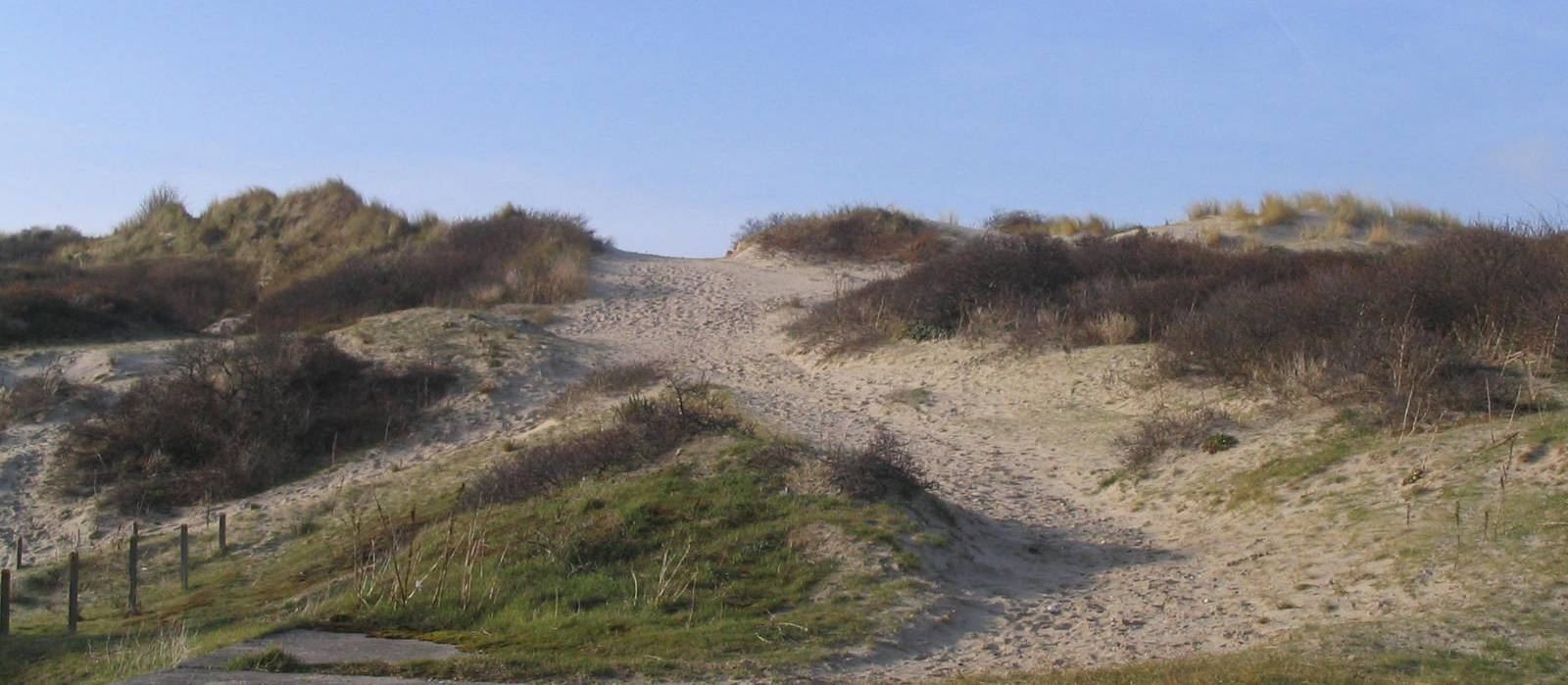
Dünen in Fort-Mahon-Plage

Der Marquenterre ist ein seit dem 13. Jahrhundert trockengelegtes Schwemmland vor den Klippen des picardischen Plateaus, das dem Meer abgerungen wurde. Die vom Fluss Authie durchflossene, dünen-, moor- und teichreiche, rund 23.000 ha große Region erstreckt sich von der Somme-Bucht im Süden, der Heimat der Henson-Pferde, bis zur Canche-Bucht im Norden. Im Gemeindegebiet von Saint-Quentin-en-Tourmont und Quend liegt das 250 ha große Vogelschutzgebiet Parc du Marquenterre.
Zum Marquenterre gehören die Gemeinden Rue, Noyelles-sur-Mer, Le Crotoy, Favières, Quend, Fort-Mahon-Plage, Arry, Vercourt, Vron, Villers-sur-Authie im Département Somme, sowie Groffliers, Berck, Rang-du-Fliers, Verton, Merlimont, Cucq, Le Touquet-Paris-Plage, im Département Pas-de-Calais.

## Geschichte
Die historische Gemeinde Marquenterre mit Sitz in Vieux-Quend besaß schon 1199 eine Charta. Sie wurde 1791 aufgelöst und die Gemeinden Quend und Saint-Quentin-en-Tourmont wurden gebildet, aus Quend wurde 1923 Fort-Mahon-Plage als selbstständige Gemeinde herausgelöst. Zur Namensherkunft siehe den Artikel Parc du Marquenterre.